# كاثلين فولر
كاثلين فولر (بالإنجليزية: Kathleen Fowler)‏ هي عسكري أسترالية، ولدت في 1925، وتوفيت في 17 نوفمبر 2012.